# Papiri Dionisi
Papiri Dionisi (en llatí Papirius Dionysius) va ser un magistrat romà del segle ii.
Era prefecte de l'annona sota l'emperador Còmmode. Va intrigar per eliminar del poder al favorit i ministre principal de l'emperador, Cleandre. El juny de l'any 190, la manca de gra va provocar disturbis a la ciutat de Roma i Papiri Dionisi va descarregar les culpes en Cleandre. El poble es va revoltar i Cleandre el va voler esclafar amb els pretorians. Finalment va ser capturat i mort. Papiri Dionisi va morir poc després per ordre de l'emperador.